# Acanto (ornamento)

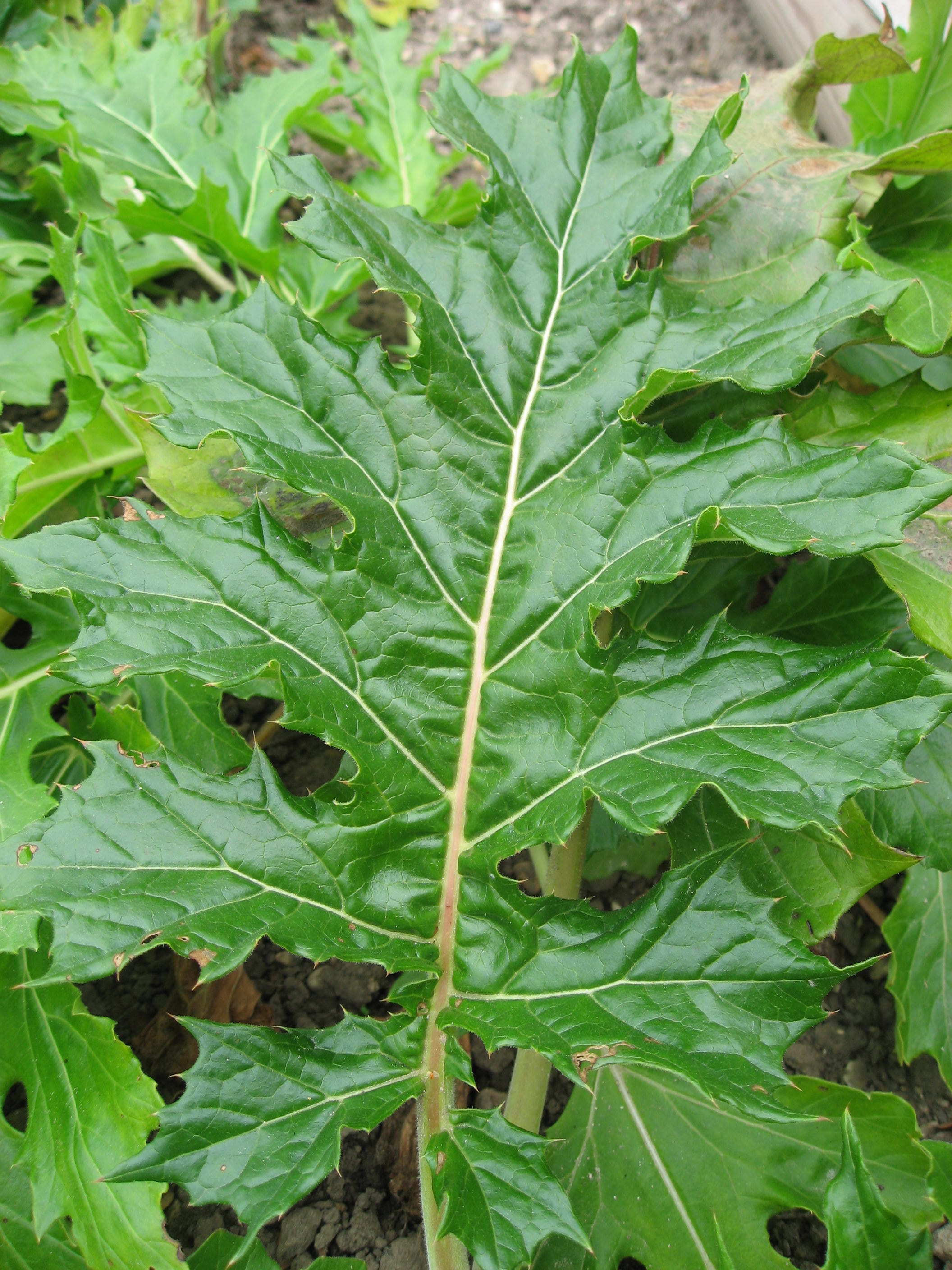
Foglie di Acanthus mollis

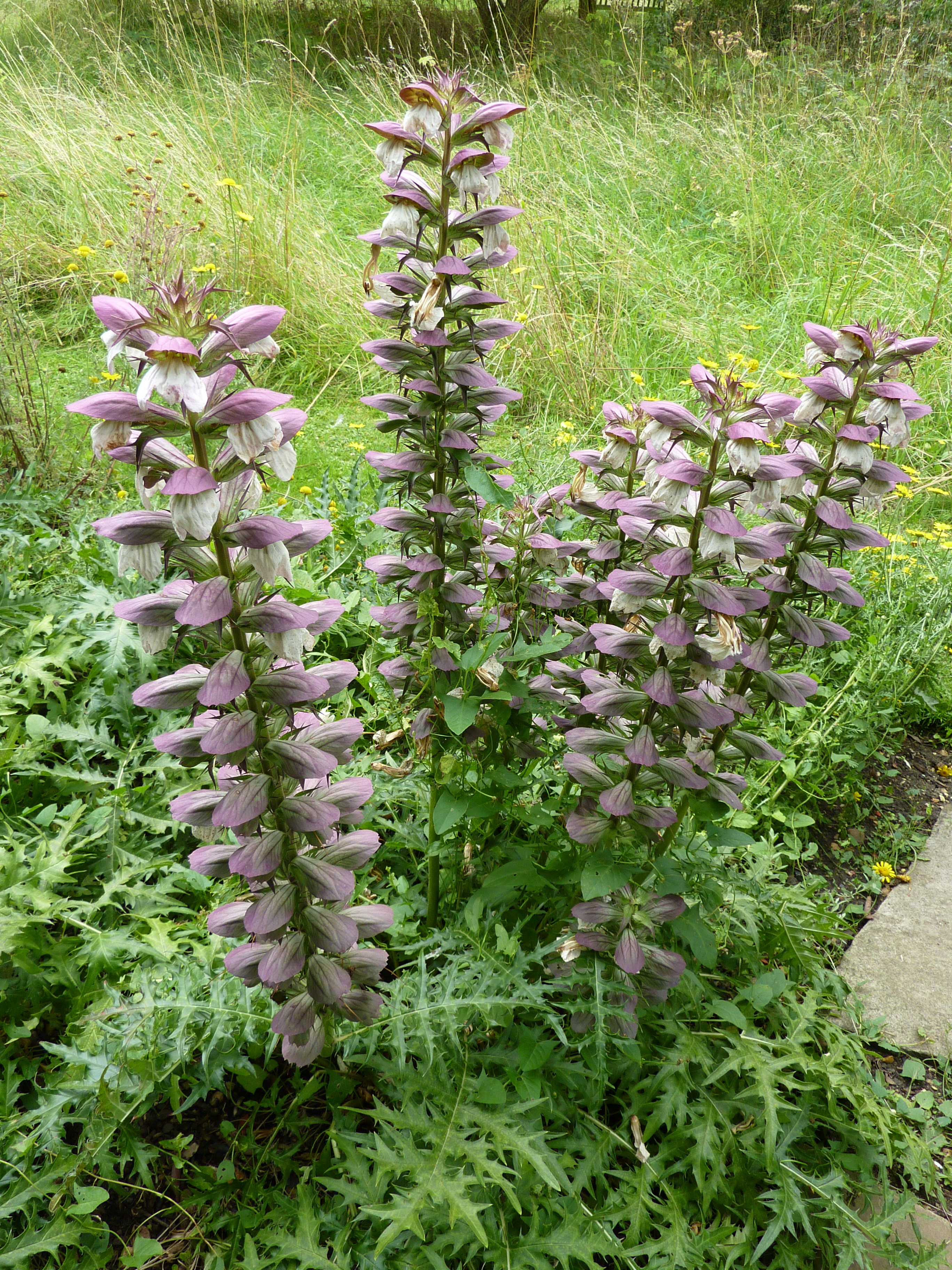
Acanthus spinosus in fiore

L'acanto (pronuncia: /aˈkanto/; in latino Acanthus) è una delle più comuni forme di pianta per ornamenti e decorazioni a fogliame.

## Architettura
In architettura è un ornamento inciso in pietra o legno in forma di foglie dalla specie mediterranea dell'Acanthus spinosus (o anche della variante Acanthus mollis), un genere di piante che ha foglie tagliate profondamente con qualche somiglianza a quelle del cardo selvatico e della celidonia.

## Arte greca e romana

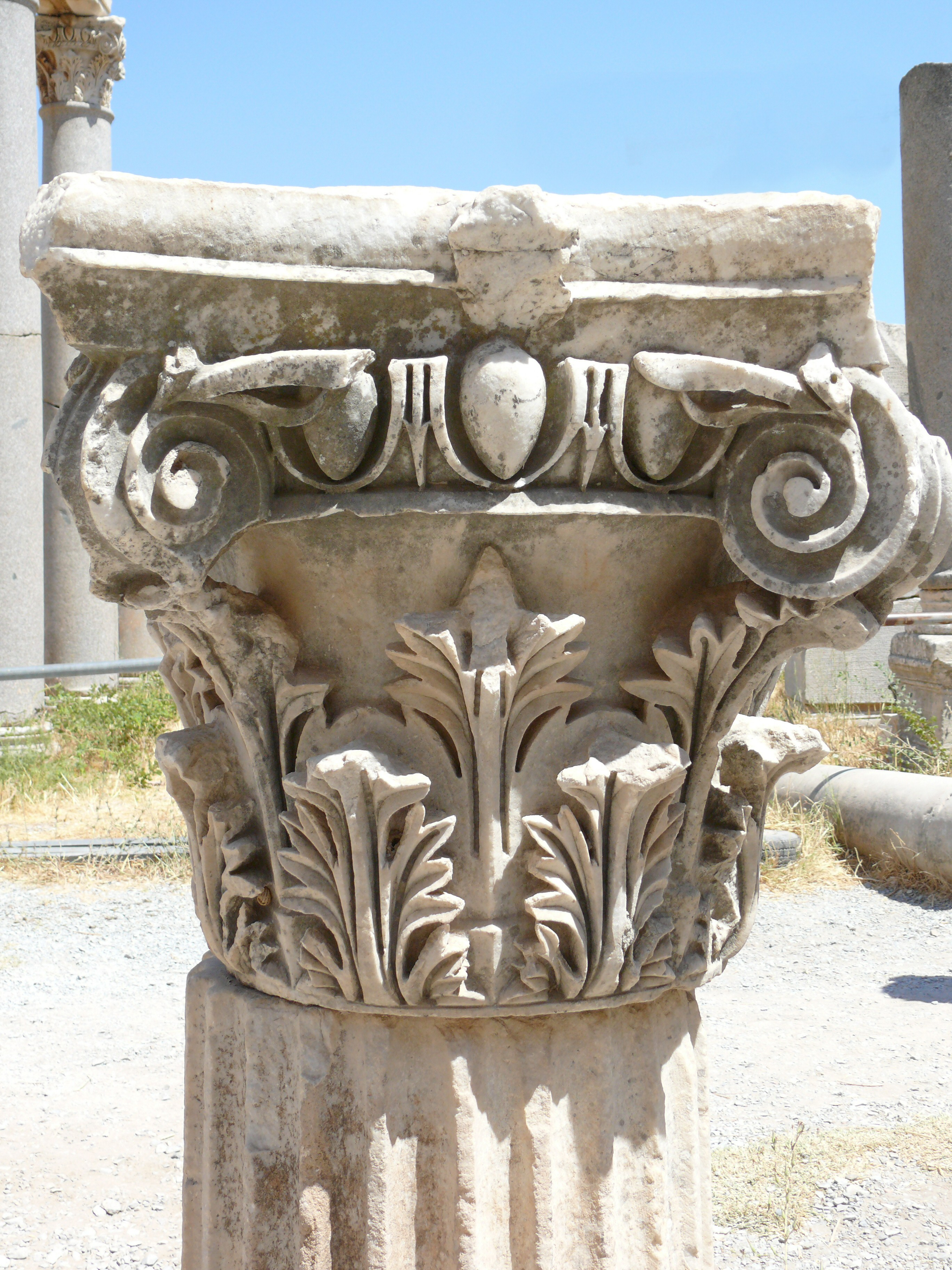
Capitello composito con foglie di acanto spinoso

Nell'architettura della Grecia antica l'ornamento di acanto compare nelle decorazioni vegetali degli elementi architettonici e nel capitello corinzio. L'esempio più antico che si conosca di colonna corinzia si trova nel tempio di Apollo Epicurio a Bassae nella Messenia (Peloponneso), risalente alla seconda metà del V secolo a.C., ma l'ordine fu usato moderatamente in Grecia prima del periodo romano.
Lo scrittore romano Vitruvio sostiene che l'ordine corinzio sia stato inventato da Callimaco, uno scultore ed architetto greco, che vi sarebbe stato ispirato dalla vista di un cesto votivo, lasciato su una tomba da una giovinetta. Esso conteneva pochi suoi giocattoli ed una tegola quadra vi era stata posta sopra per proteggere il contenuto dalle intemperie. Una pianta di acanto era cresciuta attraverso l'intreccio del cesto.
Il capitello corinzio si diffuse anche in Italia in epoca repubblicana, dando luogo a forme locali (capitello corinzio italico). Con l'utilizzo del marmo di importazione si diffusero nuovamente forme greche che trovarono codificazione in epoca augustea con forme poi adottate per il periodo imperiale romano (con "acanto molle", a fogliette arrotondate) nella parte occidentale dell'impero, mentre nella parte orientale si diffuse una tipologia diversa di foglia d'acanto ("acanto spinoso", con fogliette appuntite). I capitelli ad acanto spinoso furono quindi esportati anche in occidente, spesso prodotti in serie in officine situate presso le cave di marmo.
In età augustea, dall'unione della parte inferiore del capitello corinzio, con le foglie d'acanto, e del capitello ionico nacque anche il capitello composito.
Sempre in epoca augustea si diffuse l'uso delle girali d'acanto per fregi e rilievi a decorazione vegetale, come nell'Ara Pacis. L'acanto venne utilizzato con forte valore simbolico, in relazione con la propaganda augustea di un ritorno all'età dell'oro e al culto di Apollo.
La popolarità delle decorazioni in forma di foglie di acanto proseguì nell'architettura bizantina, in quella romanica e in quella gotica, ma visse un vero e proprio revival in quella rinascimentale, ed è in uso ancora oggi.

## Arte bizantina e medievale
Alcune delle più dettagliate ed elaborate decorazioni a forma di foglie di acanto si trova su importanti edifici dell'architettura bizantina, ove le foglie sono tagliate dal basso verso l'alto e distribuite su di un'ampia superficie.
L'impiego di questo motivo proseguì nell'arte medievale, in particolare nelle sculture e nell'intarsio su legno e nei fregi, sebbene esso sia normalmente fortemente stilizzato. Foglie e girali d'acanto compaiono frequentemente ai bordi e nell'ornamento delle lettere iniziali dei manoscritti miniati e si trovano spesso combinati con palmette nei tessuti in seta.
Nel Rinascimento i modelli classici furono seguiti molto da vicino e l'acanto divenne chiaramente riconoscibile ancora su larga scala nelle architetture.

## Galleria d'immagini

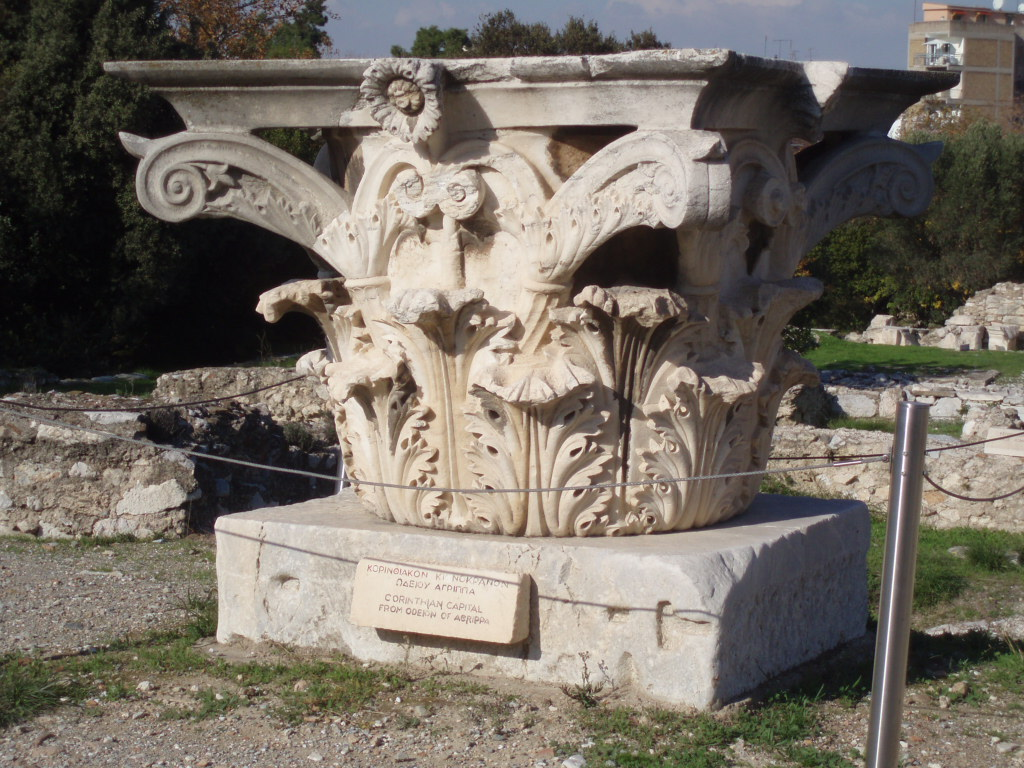
Capitello greco-corinzio del periodo romano, 14 d. C.
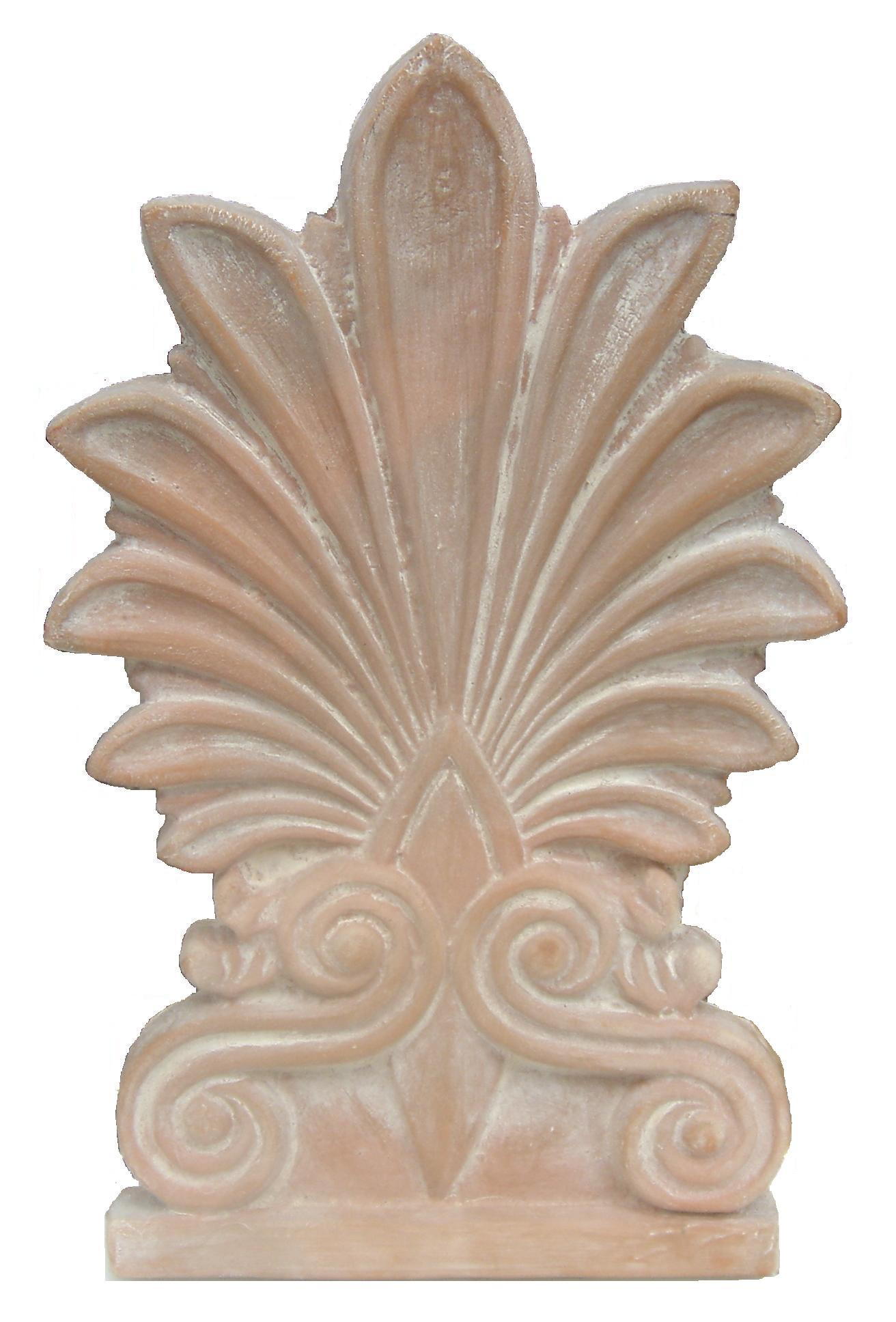
Il tipo di palmette comunemente detto acroterio.
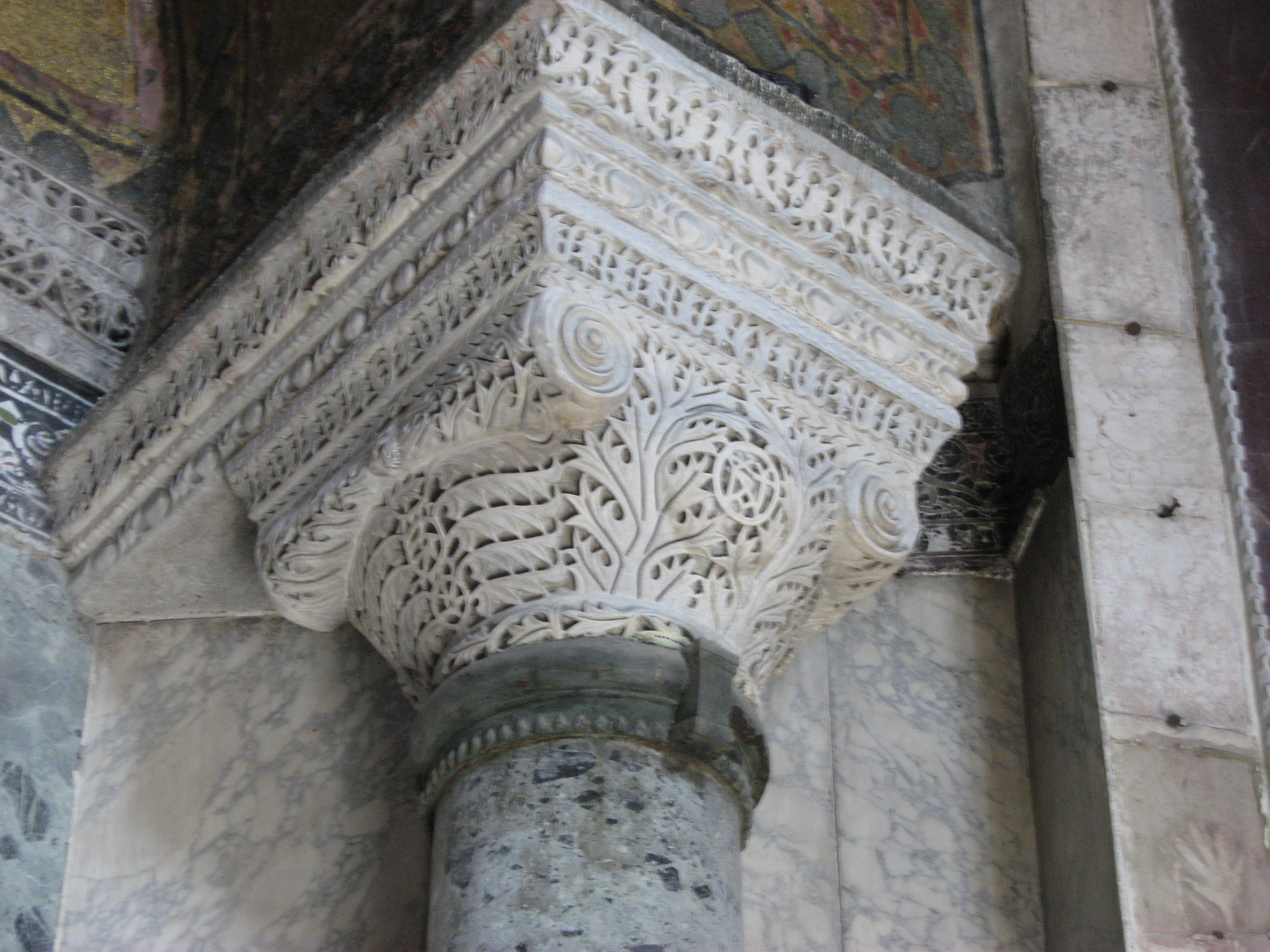
Capitello bizantino da Hagia Sophia ad Istanbul
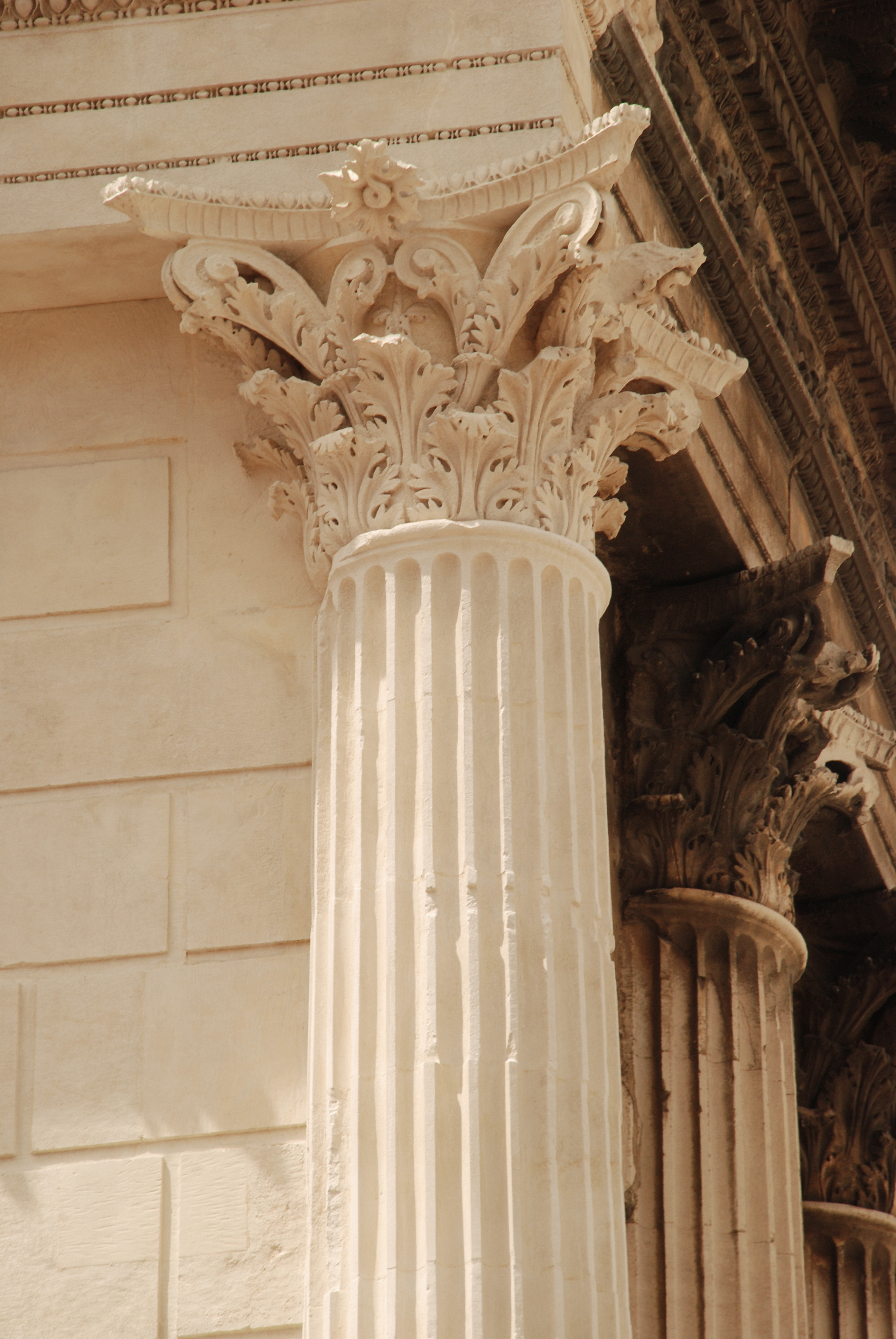
Capitello su una colonna della Maison Carrée a Nîmes
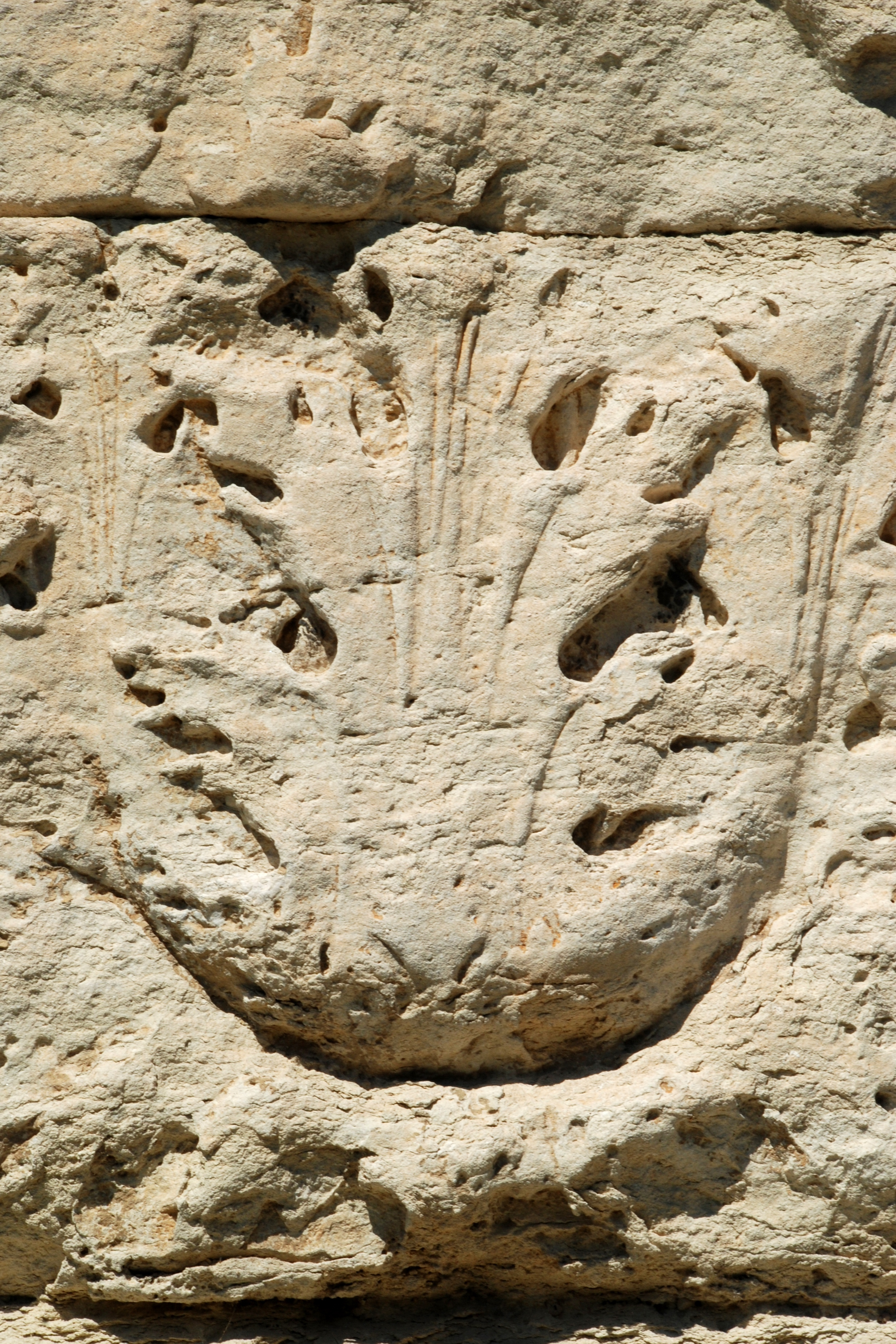
Bassorilievo di foglia di acanto sull'Arc antique de Cavaillon – Vestigia romane a (Cavaillon, Francia)
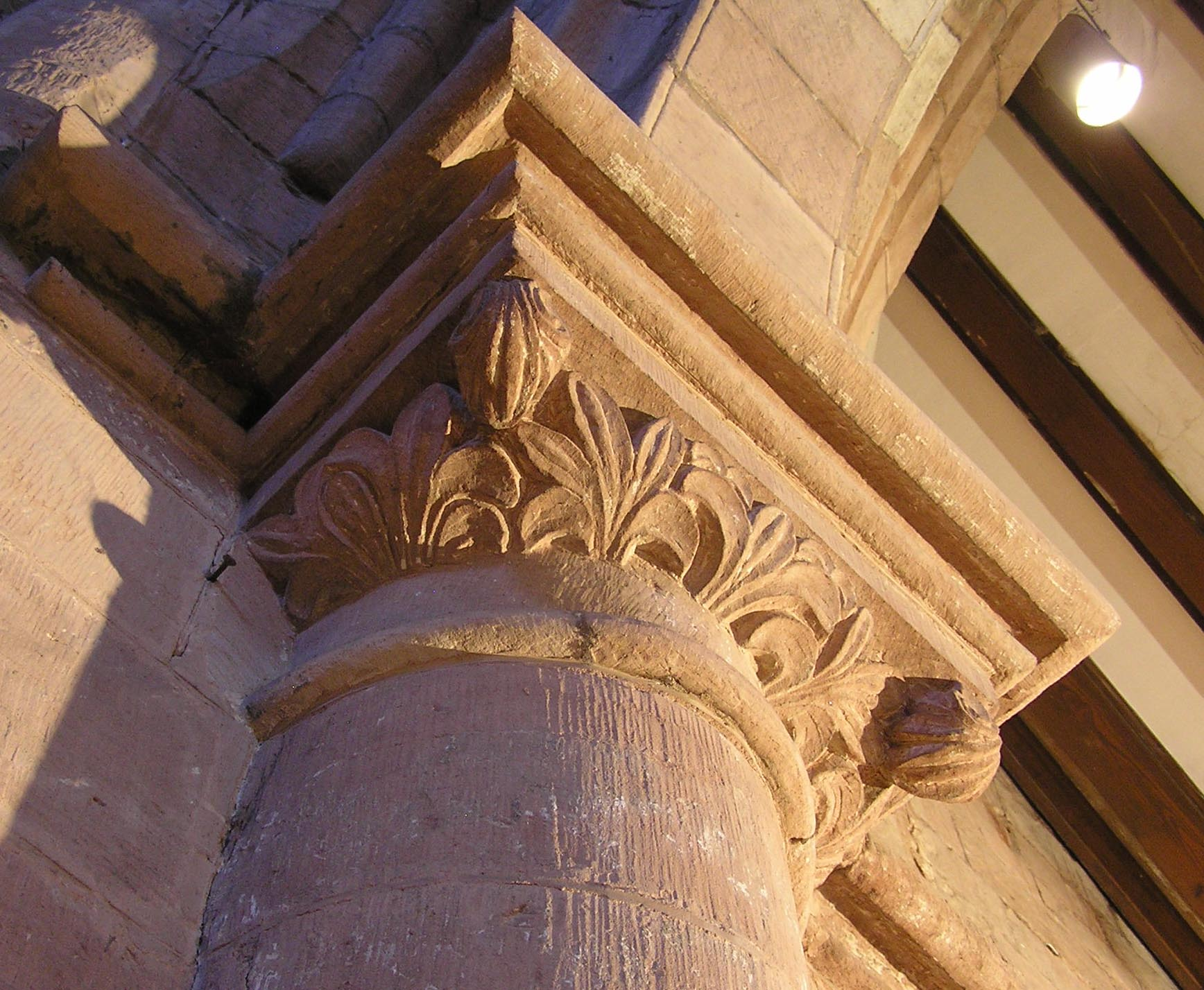
Capitello con acanto del XII secolo al Priorato di St Bees,  Inghilterra.
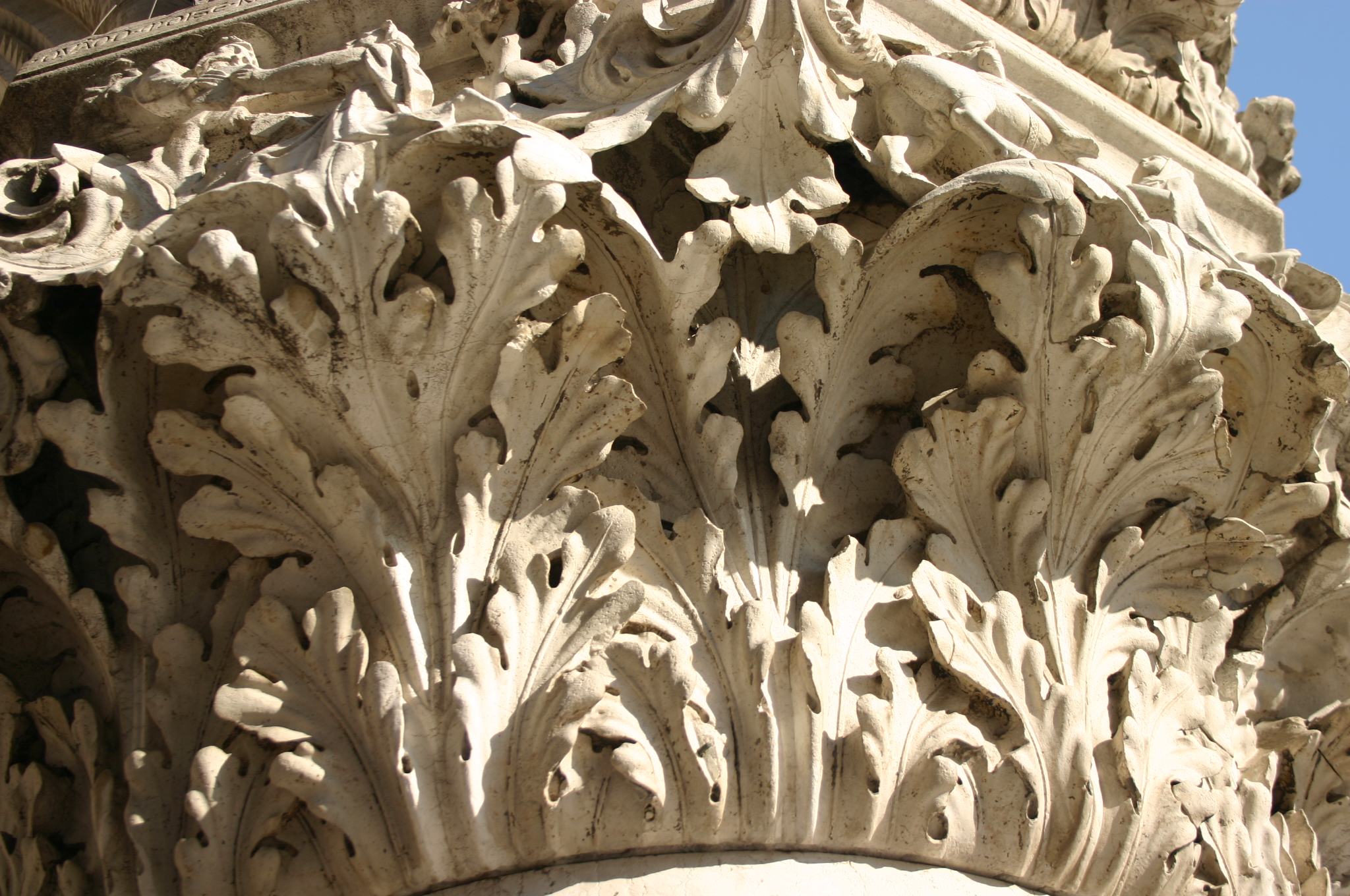
Capitello del primo Rinascimento insolitamente elaborato nel Palazzo Ducale in Venezia
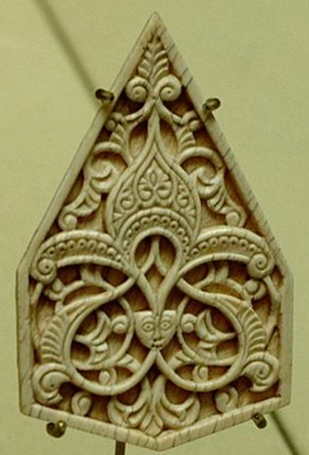
Elemento decorativo con palmette. Avorio cesellato, Egitto, XIV secolo.
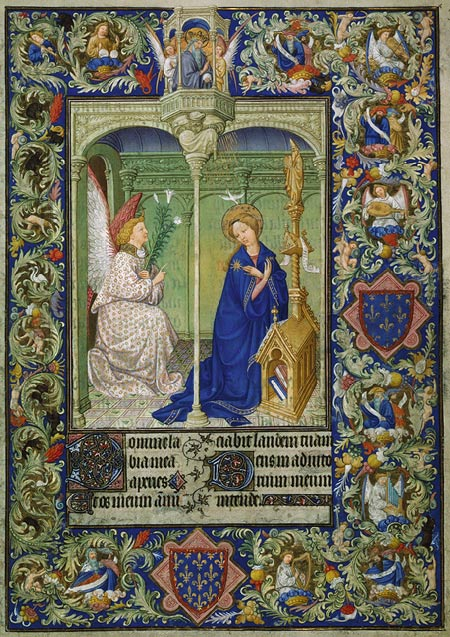
Libro delle ore miniato con ornamento di foglie di acanto ai bordi, c. 1406–09.
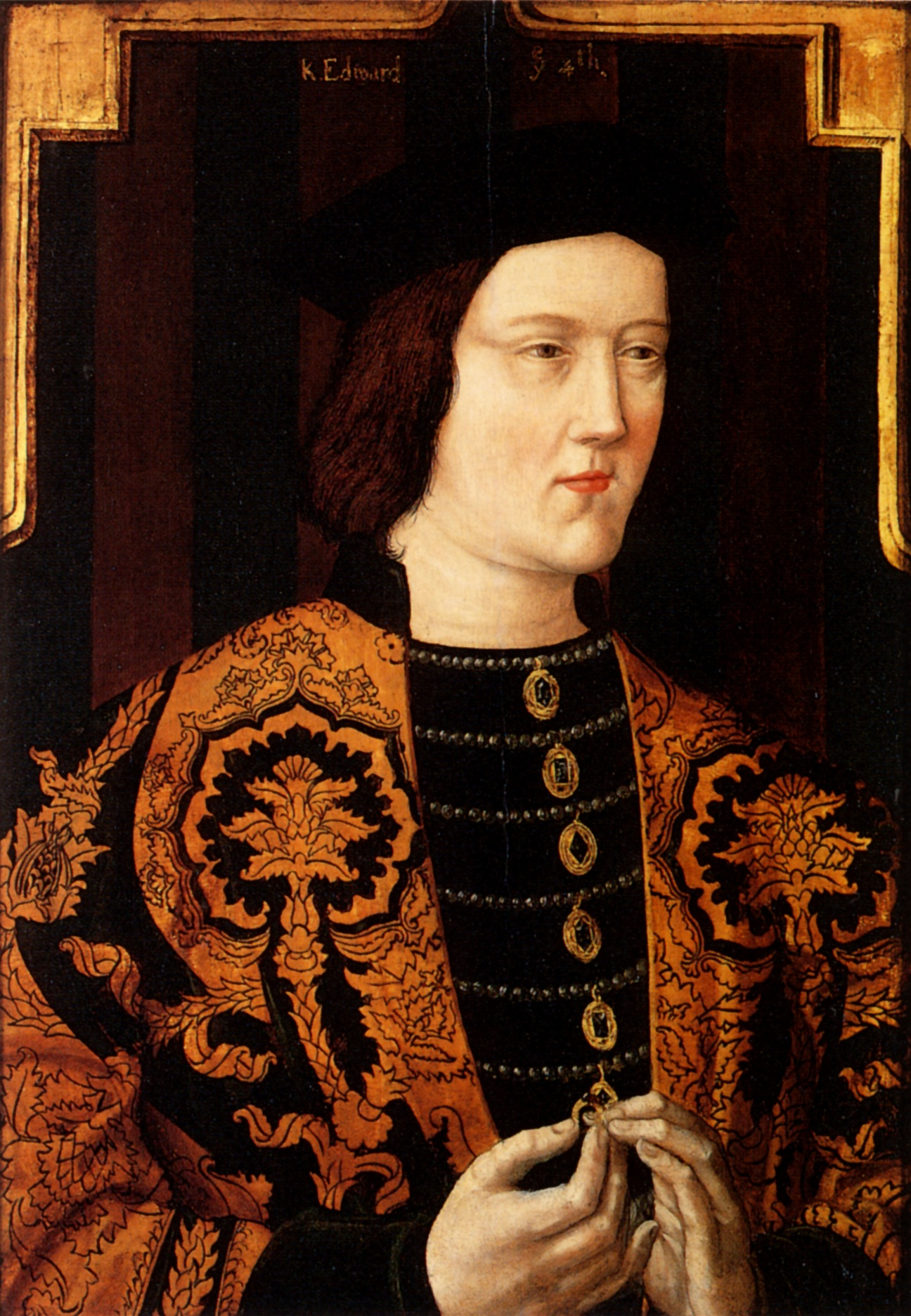
Prodotto serico con disegno di acanto e palmette in un ritratto di Edoardo IV d'Inghilterra (1442-1483)
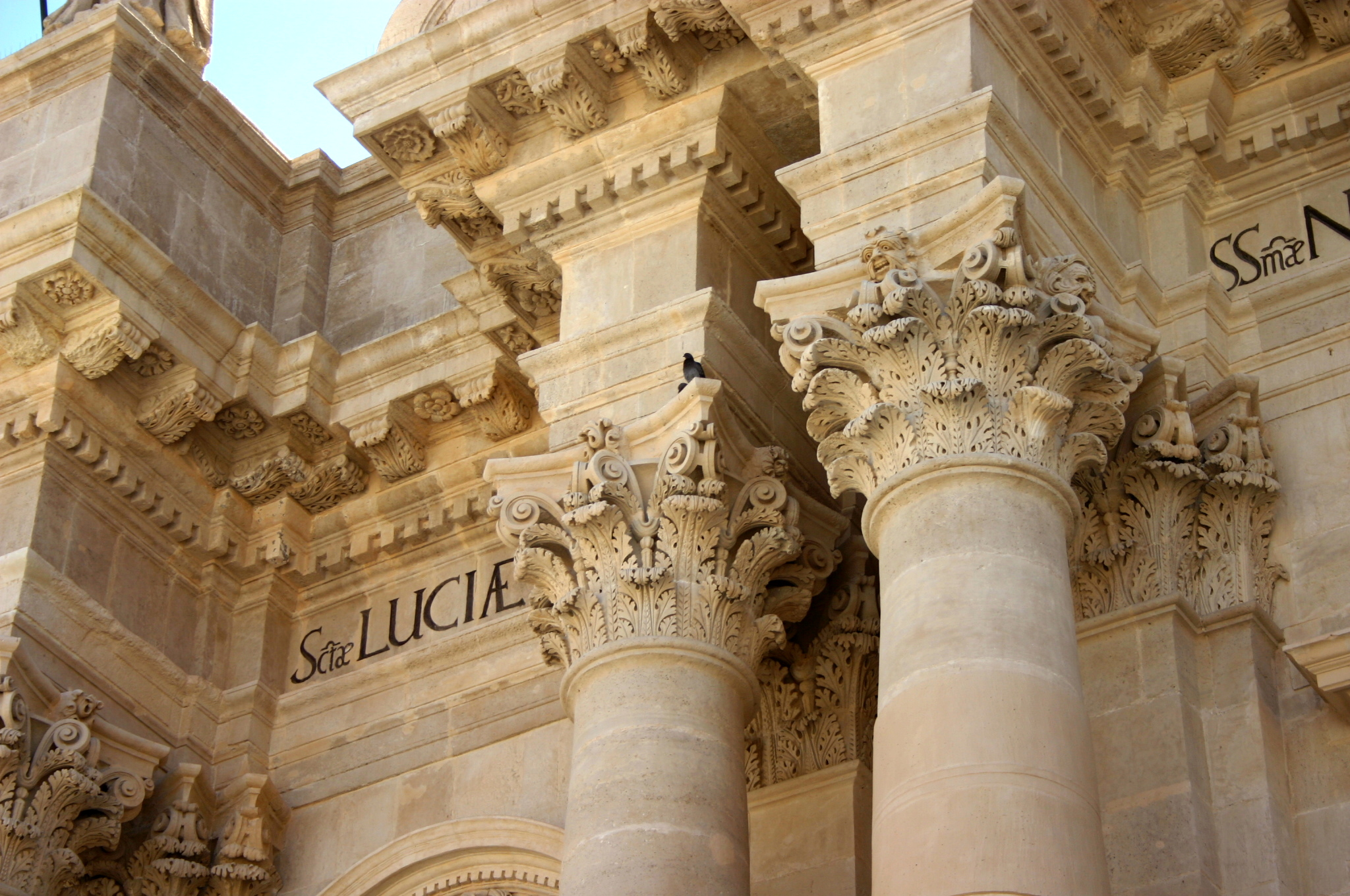
Profusione di ornamento barocco di acanto nella cattedrale di Siracusa
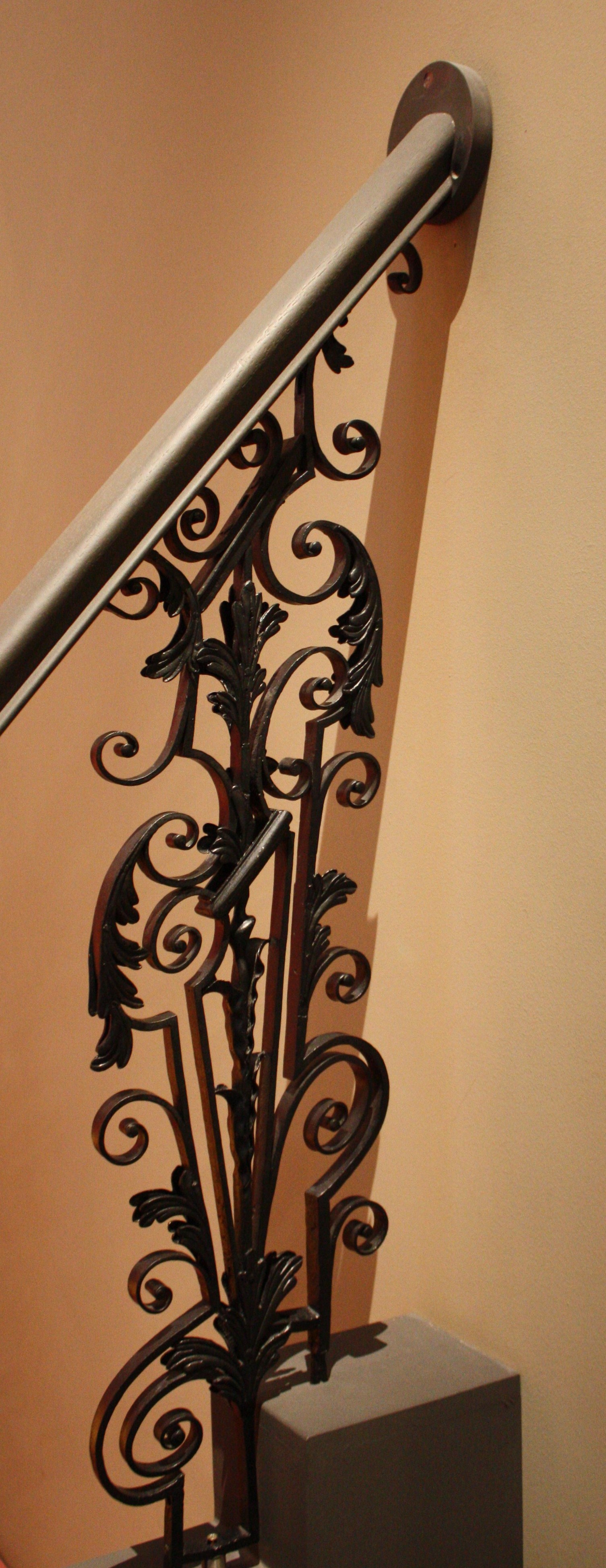
Motivi con acanto nei gradini della balaustra di una chiesa barocca in Inghilterra (c. 1700)
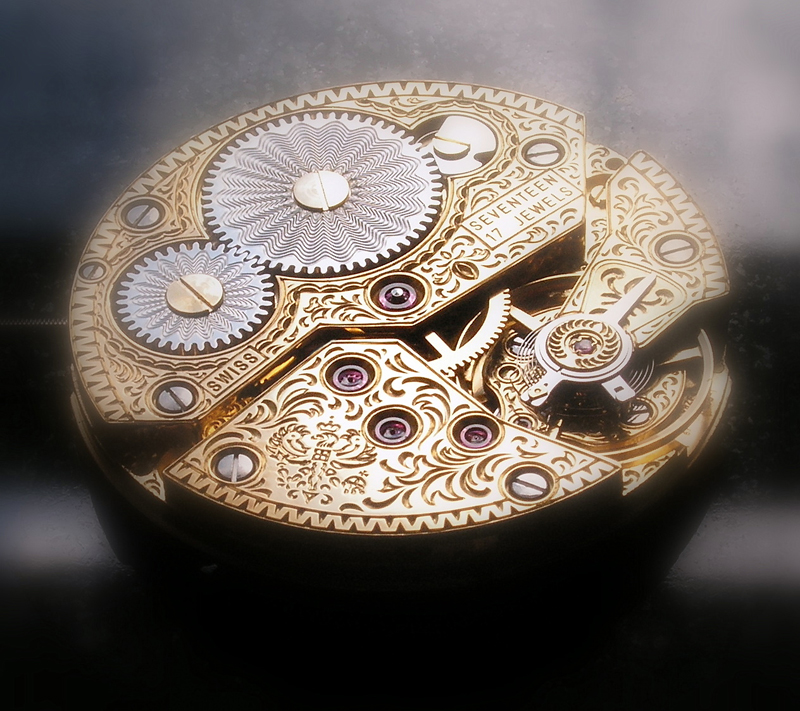
Motivo di acanto molto stilizzato inciso su un movimento di orologio, Berlino, tardo XVIII secolo.
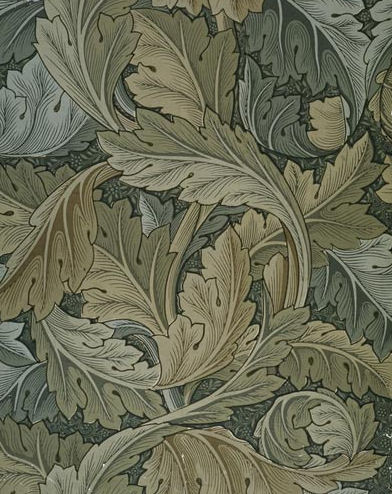
Tapezzeria con acanto disegnata da William Morris, 1875.
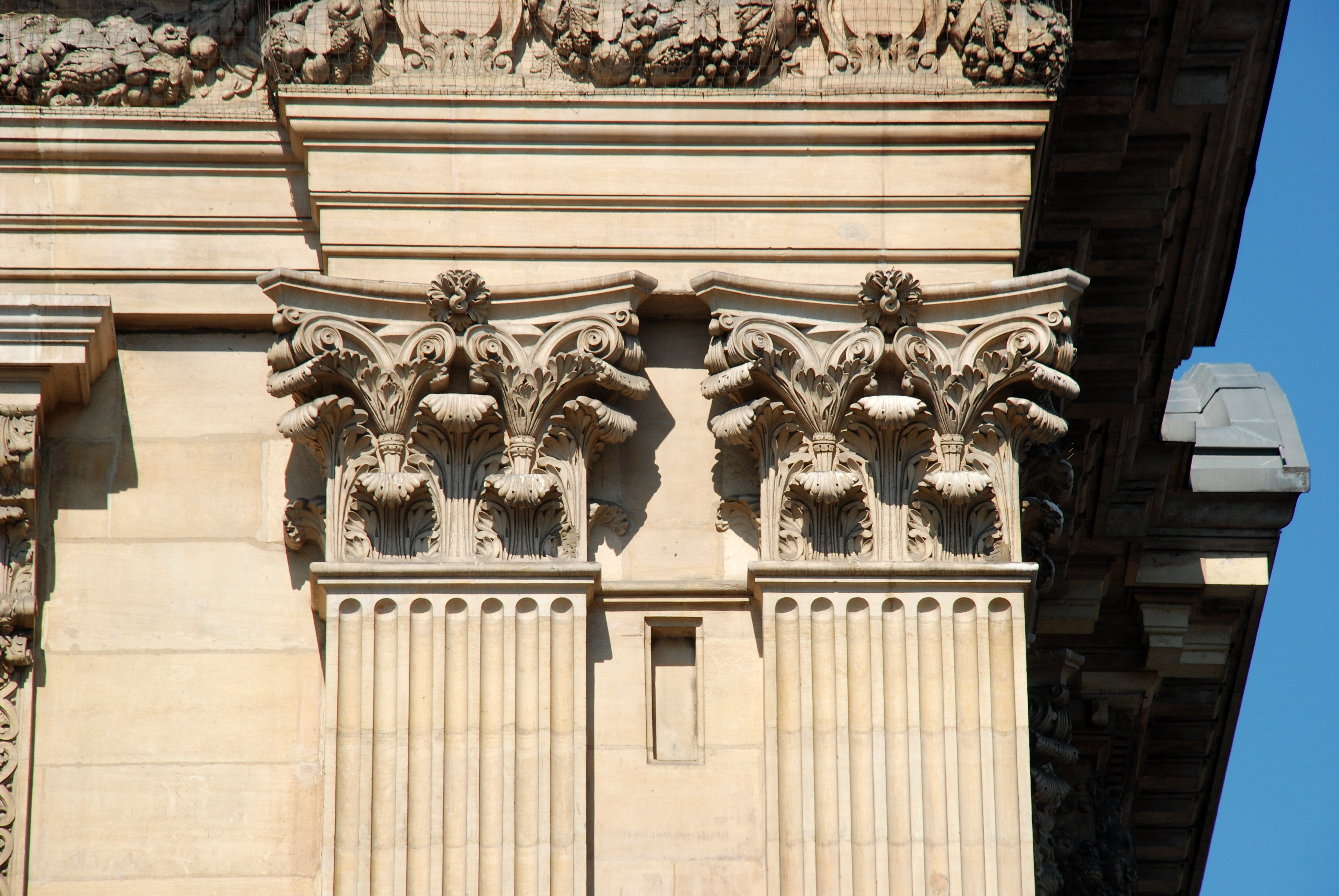
Motivo di foglie di acanto su una lesena del Palazzo della Borsa di Bruxelles (architettura eclettica)
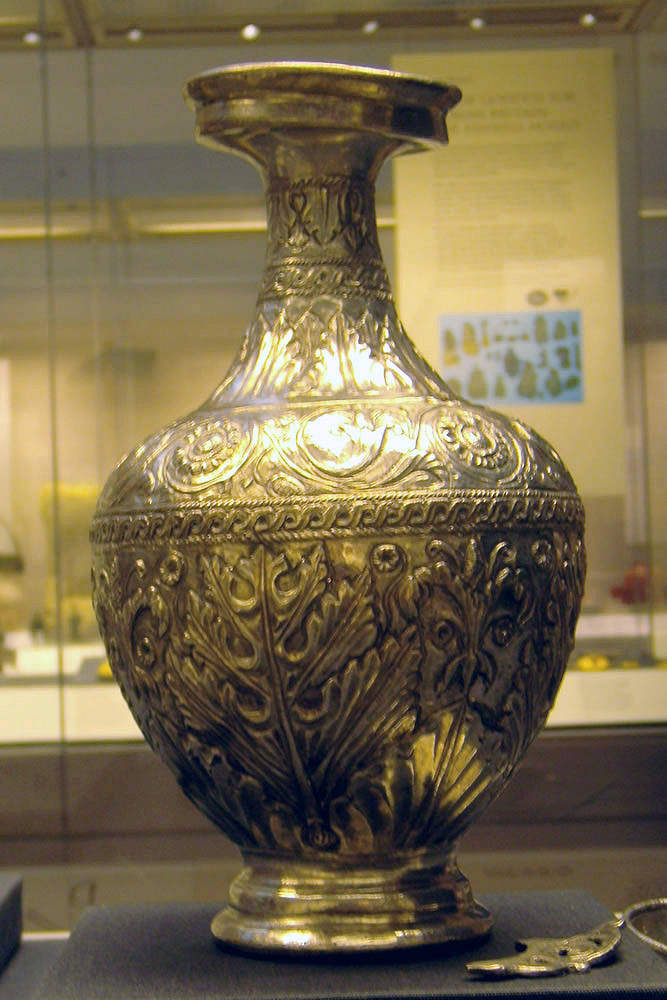
Anfora romana in argento del IV secolo dal Water Newton Treasure, con decorazioni ad acanto in due delle zone
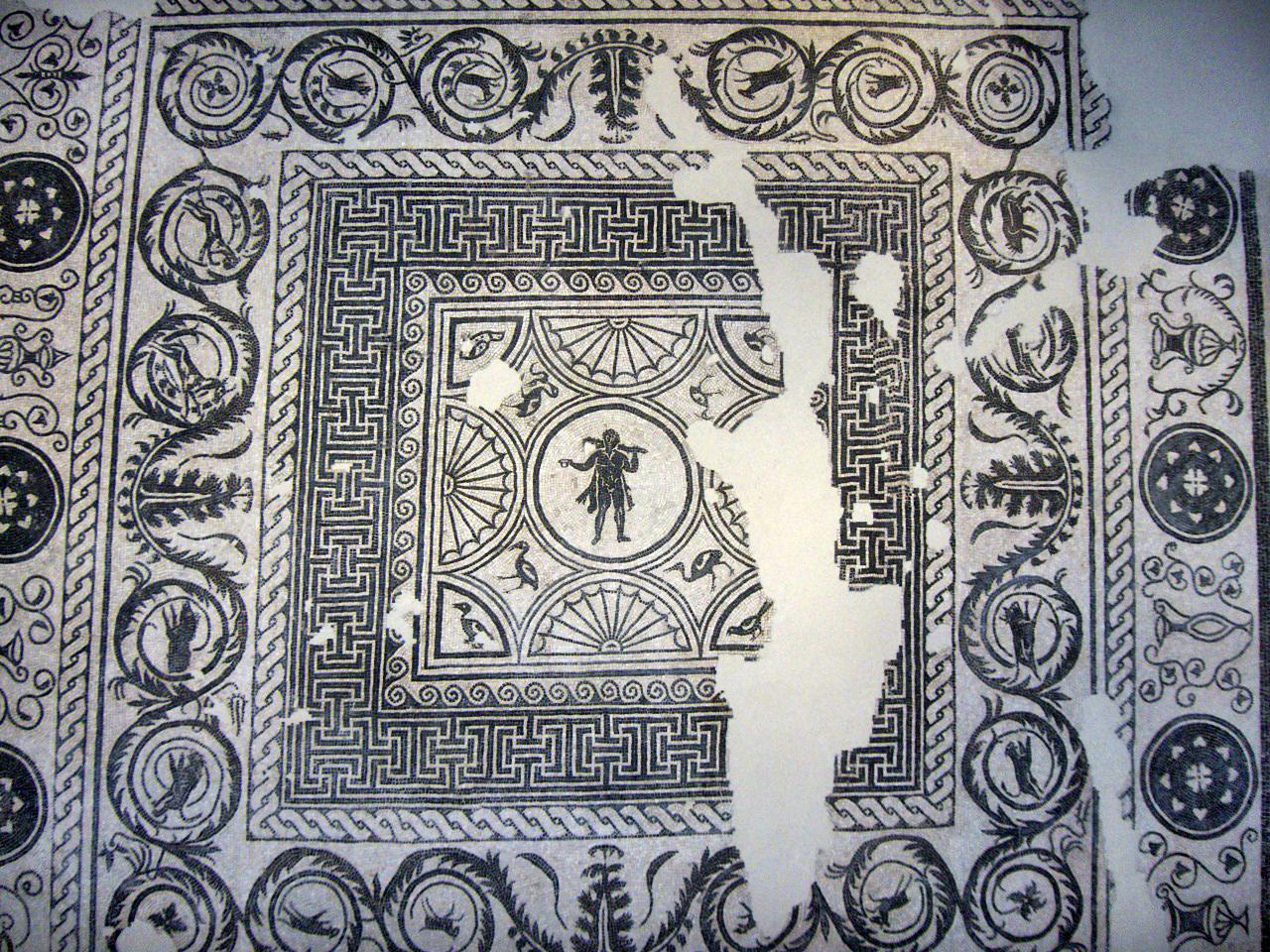
Pavimento romano di mosaico del III secolo (Museo della città di Rimini)
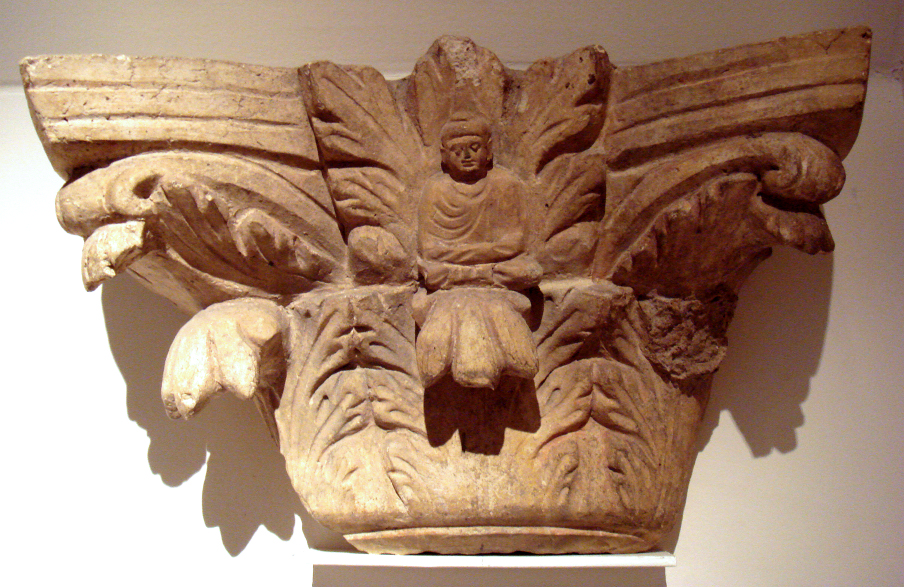
Capitello buddista del III-IV secolo da Gandhāra